# Bengt Djurberg
Bengt Ludvig Djurberg (ur. 23 lipca 1898 w Sztokholmie, zm. 2 listopada 1941 tamże) – szwedzki aktor i wokalista. Na przestrzeni lat 1919–1940 wystąpił w około 25 produkcjach. Jego debiutem aktorskim był film Pieśń purpurowego kwiatu z 1919 roku w reżyserii Mauritza Stillera.

## Wybrana filmografia
- Pieśń purpurowego kwiatu (Sången om den eldröda blomman, 1919)
- Karl XII (1925)
- Cafe X (1928)
- Najsilniejszy (Den starkaste, 1929)
- Fridas visor (1930)
- My, które wchodzimy kuchennymi schodami (Vi som går köksvägen, 1932)
- Pojkarna på Storholmen (1932)
- Två man om en änka (1932)
- Ebberöds bank (1935)
- John Ericsson - segraren vid Hampton Roads (1937)
- Filmen om Emelie Högqvist (1939)